# Topal Recep Paixà
Topal Recep Paşa fou un gran visir otomà del 10 de febrer de 1632 al 18 de maig de 1632. Topal Recep Paşa estava casat amb Jewher Khan Sultan, filla del sultà Ahmet I i vídua d'Öküz Kara Mehmed Paixà i de Hafiz Ahmed Paixà, amb la qual va tenir (1630) una filla.
Era d'origen bosnià i va fer una carrera administrativa en la qual va anar ascendint progressivament. El 1622 fou nomenat visir i comandant en cap de la mar Negra i amb la seva esquadra va derrotar a una flotilla dels cosacs de 600 petites embarcacions. El 1623 i fins al 1623 fou nomenat Kapudan Paixà. A la primavera i començaments d'estiu del 1624, la seva flota va ocupar Feodòssia durant la revolta del kan de Crimea Mehmed III Giray i el 1625 va derrotar altre cop una flotilla cosaca de 350 petits vaixells enfront de Kara Harman al nord de Constanţa (en turc Köstenje). El 1626 va organitzar una revolta dels geníssers de la capital i va ser nomenat caimacan (en comptes de Gürdju Mehmed Pasha). Partidari del gran visir Gazi Ekrem Hüsrev Paixà, la destitució d'aquest (25 d'octubre de 1631) el va fer preparar una revolta que va esclatar el febrer del 1632, dels geníssers i sipahis d'origen bosnià i albanès, episodi que va culminar amb l'assassinat del gran visir Hafiz Ahmed Paixà que havia succeït a Gazi Ekrem Hüsrev Pasha (10 de febrer de 1632) davant del mateix sultà Murat IV, així com l'execució de diversos favorits del sultà que se li oposaven. Fou nomenat llavors gran visir, però el sultà va planejar el seu assassinat que va portar a terme al serrall el 18 de maig de 1632. El nou gran visir fou Tabanıyassi Mehmed Paixà.